# Rakša
Rakša este o comună slovacă, aflată în districtul Turčianske Teplice din regiunea Žilina. Localitatea se află la altitudinea de 502 m deasupra n.m., se întinde pe o suprafață de 11,738 km2 și în 2017 număra 223 de locuitori. Se învecinează cu comuna Háj, Turčianske Teplice.

## Istoric
Localitatea Rakša este atestată documentar din 1277.

## Demografie
| An:                | 1994 | 2004  | 2014   | 2024   |
| ------------------ | ---- | ----- | ------ | ------ |
| Număr de persoane: | 200  | 219   | 222    | 219    |
| Diferență:         |      | +9,5% | +1,36% | −1,35% |

| An:                | 2023 | 2024   |
| ------------------ | ---- | ------ |
| Număr de persoane: | 215  | 219    |
| Diferență:         |      | +1,86% |